# Skurups folkhögskola
Skurups folkhögskola är en folkhögskola i Skurup i Skurups kommun. Den är belägen nära kyrkan i södra delen av Skurup. Skolan grundades 1888. I dag finns en allmän linje samt utbildningar i journalistik, musik, film och skrivande.
Skolan är med i International Association of Schools of Jazz (IASJ).